# Nexus tribal
Nexus tribal is een studioalbum van Phil Thornton. Met dit album verdiepte Thornton zich verder in de Oosterse volksmuziek; te plaatsen muziek van landen rondom de Middellandse Zee. Thornton had muzikaal Egypte al een paar keer aangedaan met bijvoorbeeld Enchanted Egypt, maar breidde zijn gebied uit. Het album is opgenomen in zijn eigen Expandibubble huisstudio en verder in Jersey City en San Francisco. Het werd in eigen beheer uitgegeven. Zoals de hoes en het filmpje laten zien is de muziek uitermate geschikt om mee te buikdansen.

## Musici
Het was een vreemd muzikaal gezelschap dat bijeen kwam:
- Phil Thornton – synthesizers waaronder de moog, oed, bağlama, gitaar en didgeridoo (elektronische muziek)
- Harvey Summers – accordeon, geluidseffecten (solomuzikant)
- Dalinda, Lilith, Eugenia Georgieva – zang
- Duncan Pope – blues harp
- Francesca Parr – dulcimer
- Cem Bingöl – bağlama
- Jenny Benwell - viool
- Simon Webster – percussie waaronder tabla
- Terry Pack – contrabas (was bassist van The Enid)
- Merlin Shepherd – klarinet, dwarsfluit (origineel Klezmer-muzikant)

## Muziek
| Nr. | Titel                                   | Duur |
| --- | --------------------------------------- | ---- |
| 1.  | Duma sa duma ("wat oude mensen zeggen") | 5:16 |
| 2.  | Bay City shimmy fusion                  | 4:57 |
| 3.  | Golden Gate mist                        | 5:23 |
| 4.  | Rags Shehani                            | 4:02 |
| 5.  | Sunrise over TiBeCa                     | 3:42 |
| 6.  | In the bubble                           | 4:40 |
| 7.  | Ferozashah                              | 3:58 |
| 8.  | Tribal space                            | 4:21 |
| 9.  | Yah Wahley                              | 4:21 |
| 10. | Ali’s mizmar                            | 4:54 |
| 11. | Edelezi trance                          | 5:22 |
| 12. | Rags Rhodope                            | 5:07 |
| 13. | The broadoak sheik                      | 4:29 |
| 14. | Bay City shimmy (Fat chance mix)        | 4:14 |